# TATA-box

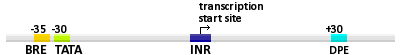
Core promotor

De chemische structuur van DNA. Blauw, rood, groen en paars: basen. Oranje: deoxyribosegroep. Geel: fosfaatgroep. De twee- en drievoudige waterstofbruggen zijn aangegeven met stippellijntjes. De 3'- en de 5'-uiteinden van de "ruggengraten" staan eveneens aangegeven

De TATA-box of Goldberg-Hogness-box, is een in 1978 door Michael Goldberg en David Hogness ontdekte DNA-sequentie (cis-element) in het eukaryotische promotorgebied van een gen, die bij de genregulatie van de transcriptie van eukaryoten betrokken is en door de evolutie heen sterk geconserveerd is gebleven. Ook archaea hebben een TATA-box. Bacteriën hebben een vergelijkbare DNA-sequentie, de Pribnow-box. Ongeveer 24% van de menselijke genen hebben een TATA-box in de core promotor. TATA is de afkorting voor de nucleobasen thymine -adenine-thymine-adenine. Thymine is met adenine verbonden door twee waterstofbruggen, waardoor ze gemakkelijker van elkaar los te maken zijn dan de andere nucleobasen die met drie waterstofbruggen met elkaar verbonden zijn. Een box is in de regel een functioneel deel van een genoom.
De TATA-box heeft de DNA-sequentie [5'-TATAAA-3'] of een variant daarvan en wordt gewoonlijk gevolgd door drie of meer adeninen: [5'-TATAAA(A)AAA-3' op de af te lezen streng].
```
Promotor-DNA
|------------------------------------------|
Startpunt
stroomopwaarts ~17 basen doelwit-gen +1 stroomafwaarts
5'----------|-35|---------|-10|----------------------|A|------------3'
3'----------|-35|---------|-10|----------------------|T|------------5'
```

```
5'|A--------------------→3'
RNA
```

Het gedeelte bij -10 noemt men de TATA-box. De TATA-box wordt herkend en gebonden door de TBP-subeenheid (TATA-bindingsproteïne) van het TFIID-complex (Transcriptie factor II D). Vervolgens koppelt het RNA-polymerase aan een DNA- of RNA-keten en vouwt zich eromheen, waarna de transcriptie of translatie vanaf het startcodon 10 basenparen verderop begint.

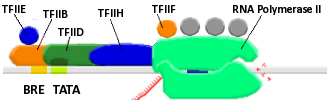
Pre-initiatiecomplex

TFIID is het eerste proteïne dat met het DNA een verbinding aangaat tijdens de vorming van het transcriptiecomplex van RNA-polymerase II (RNA Pol II), dat vooraf gaat aan de transcriptie. Met de binding van de TFIID aan de TATA-box in het promotorgebied van het gen start het inzetten van andere verbindingen, die voor RNA Pol II nodig zijn voor het beginnen van de transcriptie. Sommige van deze verbindingen zijn de transcriptiefactoren TFIIA, TFIIB en TFIIF. Deze transcriptiefactoren worden op hun beurt weer gevormd door de interactie van vele proteïne subeenheden.